# Urophora mora
Urophora mora
 es una especie de insecto del género Urophora de la familia Tephritidae del orden Diptera. 
Erich Martin Hering la describió científicamente por primera vez en el año 1941.